# Cargolet flautista
El cargolet flautista (Microcerculus ustulatus) és un ocell de la família dels troglodítids (Troglodytidae).

## Hàbitat i distribució
Habita el sotabosc de la selva pluvial als tepuis del sud de Veneçuela, oest de Guyana i proper nord del Brasil.